# Алберто Спенсър
Алберто Педро Спенсър Херера (на испански: Alberto Pedro Spencer Herrera) е еквадорски футболист.
Роден е на 6 декември 1937 в Анкон (Еквадор), починал е на 3 ноември 2006 в болница в Кливланд, Охайо, САЩ от спиране на сърдечната дейност след сърдечна операция и четворен байпас.
Считан е за най-добрия футболист в историята на страната си и за един от най-добрите в Южна Америка. Той е голмайстор №1 на турнира Копа Либертадорес за всички времена с 54 попадения в 87 мача.

## Кариера
Спенсър, 13-о дете в семейството, чиито баща е от Ямайка, но от британски произход, започва професионалната си кариера в Еверест Гуаякил, за който отбелязва 101 гола. През 1959 г. е повикан в националния отбор на Еквадор за Копа Америка. Веднага след края на турнира е купен от Пенярол за 10 000 долара. В дебюта си за уругвайския отбор срещу Атланта (Буенос Айрес) прави хеттрик. В следващите години затвърждава репутацията си на машина за голове. Спенсър е висок, жилав и бърз, притежава отлична техника и с двата крака, но най-добър е в играта с глава, която му носи прякора Cabeza Mágica - Вълшебната глава. С Пенярол става 3 пъти носител на Копа Либертадорес, 2 пъти на Междуконтиненталната купа и 8 пъти шампион на Уругвай. През 1971 г. се завръща в Еквадор, където играе за отбора на Барселона Гуаякил и става шампион на страната.
Освен за националния отбор на Еквадор, Спенсър играе официални мачове и за Уругвай, при това по същото време и без да има уругвайско гражданство. Освен това заради британските си предци съществува идея да играе и за Англия, но не се стига до конкретно предложение.
Причината Спенсър да остане неизвестен в Европа е, че от една страна не играе за силни национални отбори и няма участие на световно първенство, а от друга страна през кариерата си не облича екипа на европейски клубен отбор, въпреки че след спечелването на втората междуконтинентална купа „Интер“ отправя 2 оферти за него, които обаче са отхвърлени от ръководството на „Пенярол“.

## Дипломат
След края на футболната си кариера Спенсър отново се завръща в Монтевидео. От 1982 г. до смъртта си е генерален консул на Еквадор в Уругвай.

## Успехи
- 3 х носител на Копа Либертадорес: 1960, 1961, 1966 (с Пенярол)
- 2 х носител на Междуконтиненталната купа: 1961, 1966 (с Пенярол)
- 8 х шампион на Уругвай: 1959 (финалът е през 1960), 1960, 1961, 1962, 1964, 1965, 1967, 1968 (с Пенярол)
- шампион на Еквадор: 1971 (с Барселона Гуаякил)
- 4 х голмайстор на Уругвай
- голмайстор на Копа Либертадорес за всички времена